# NGC 5694
NGC 5694 is een bolvormige sterrenhoop in het sterrenbeeld Waterslang. Het hemelobject werd op 22 mei 1784 ontdekt door de Duits-Britse astronoom William Herschel. Dit object staat een tweetal graden ten westen van het vroegere sterrenbeeld Noctua (nachtuil) dat bestaat uit de sterren 54-m, 55, 56, 57, en 58-E Hydrae en tegenwoordig dienst doet als aanwijs-asterisme om de bolvormige sterrenhoop NGC 5694 op te sporen.

## Synoniemen
- GCL 29
- ESO 512-SC10